# Maladera phuntsholingensis
Maladera phuntsholingensis är en skalbaggsart som beskrevs av Ahrens 2004. Maladera phuntsholingensis ingår i släktet Maladera och familjen Melolonthidae. Inga underarter finns listade i Catalogue of Life.